# Pseudocyphellaria ardesiaca
Pseudocyphellaria ardesiaca är en lavart som beskrevs av D. J. Galloway. Pseudocyphellaria ardesiaca ingår i släktet Pseudocyphellaria och familjen Lobariaceae.   Inga underarter finns listade i Catalogue of Life.